# Episodi di Street Legal (serie televisiva 1987) (settima stagione)
La settima stagione della serie televisiva Street Legal è stata trasmessa in anteprima in Canada dalla CBC Television tra il 30 ottobre 1992 e il 5 marzo 1993.
| nº | Titolo originale                    | Titolo italiano | Prima TV Canada  | Prima TV Italia |
| -- | ----------------------------------- | --------------- | ---------------- | --------------- |
| 1  | BRT and Associates: A New Beginning |                 | 30 ottobre 1992  |                 |
| 2  | Affairs of the Heart                |                 | 6 novembre 1992  |                 |
| 3  | Break-ups and Mergers               |                 | 13 novembre 1992 |                 |
| 4  | Persistence of Vision               |                 | 13 novembre 1992 |                 |
| 5  | It's a Wise Child                   |                 | 27 novembre 1992 |                 |
| 6  | Rules of the Game                   |                 | 4 dicembre 1992  |                 |
| 7  | Never Say Die                       |                 | 11 dicembre 1992 |                 |
| 8  | Lefter Than Thou                    |                 | 18 dicembre 1992 |                 |
| 9  | Believe the Children                |                 | 1º gennaio 1993  |                 |
| 10 | Thicker Than Water                  |                 | 8 gennaio 1993   |                 |
| 11 | Best Interest of the Child          |                 | 15 gennaio 1993  |                 |
| 12 | Pride and Prejudice                 |                 | 22 gennaio 1993  |                 |
| 13 | Forgiveness                         |                 | 29 gennaio 1993  |                 |
| 14 | Sex and Death                       |                 | 5 febbraio 1993  |                 |
| 15 | Conduct Unbecoming                  |                 | 12 febbraio 1993 |                 |
| 16 | The Price                           |                 | 19 febbraio 1993 |                 |
| 17 | Strange Bedfellows                  |                 | 26 febbraio 1993 |                 |
| 18 | Faking It                           |                 | 5 marzo 1993     |                 |